# McDonald Ice Rumples
McDonald Ice Rumples är en iskulle på Brunts schelfis i Antarktis. Den ligger vid Weddelhavet i Östantarktis, i ett område som både Argentina och Storbritannien gör anspråk på. Den brittiska forskningsstationen Halley Research Station ligger 17 kilometer söder om McDonald Ice Rumples.